# Lying and Stealing
Lying and Stealing ist ein US-amerikanisches Krimi-Drama aus dem Jahr 2019. Regie führte Matt Aselton, der zusammen mit Adam Nagata auch das Drehbuch schrieb. Die Hauptrollen übernahmen Theo James, Emily Ratajkowski und Fred Melamed.

## Handlung
In Los Angeles stiehlt Ivan Warding im Auftrag eines Dealers, Dimitri Maropakis, Kunstwerke aus den Häusern der Reichen. Er schleicht sich hierfür auf deren Partys ein und lernt dabei Elyse Tibaldi kennen. Elyse ist eine Schauspielerin, die in Ungnade gefallen ist, seit sie einer Einladung eines Produzenten auf sein Zimmer gefolgt und dort die Halskette seiner Frau im Wert von 250.000 $ gestohlen und für 50.000 $ verscherbelt hat.
Ivan möchte mit dem Stehlen von Kunstgegenständen aufhören, doch Dimitri erklärt nach jedem Auftrag, dass Ivan noch einen weiteren brauche, um die Schulden seines Vaters zu begleichen. Bei dem Auftrag, das Selbstporträts Hitlers zu stehlen, hält er das Gemälde versteckt, da das FBI ihn verfolge. Dimitri bedroht Ivan und lässt dessen Wohnung nach dem Gemälde erfolglos durchsuchen.
Lyman Wilkers vom FBI bietet Ivan einen Deal an, wenn dieser Dimitri verrät. Stattdessen planen Ivan, dessen Bruder Ray und Elyse Dimitri zu entledigen. Dazu fängt Elyse Dimitri in einer Bar ab, spielt Interesse an ihm vor und sie fahren mit Ray als Chauffeur zu Dimitri nach Hause. Ray versetzt den Wein mit Kokain, das Dimitri aufgrund seines Bluthochdrucks nicht verträgt und stirbt. Der Fall wird als selbstverschuldet abgeschrieben, die Kunstwerke werden ihren Eigentümern zurückgegeben bis auf das erste durch Ivans Vater gestohlene Gemälde, das Ivan mitnimmt.
Am Ende gibt Ivan dem Produzenten das Geld für die gestohlene Halskette, damit Elyse wieder Aufträge erhält.

## Produktion
Im November 2017 wurde bekannt, dass Theo James, Emily Ratajkowski, Fred Melamed, Ebon Moss-Bachrach, Isiah Whitlock Jr., Evan Handler und John Gatins zur Besetzung des Films gehören, wobei Matt Aseleton Regie führt.

## Veröffentlichung
Der Film wurde am 12. Juli 2019 veröffentlicht.

## Rezeption
Bei Rotten Tomatoes hat der Film eine Zustimmungsrate von 62 Prozent, basierend auf 13 Kritiken, mit einer durchschnittlichen Bewertung von 6/10. Bei Metacritic hat der Film eine Punktzahl von 50/100, basierend auf 7 Kritiken, was auf „allgemein durchschnittliche Kritiken“ hinweist.